# Besleria attenuata
Besleria attenuata är en tvåhjärtbladig växtart som beskrevs av Conrad Vernon Morton. Besleria attenuata ingår i släktet Besleria och familjen Gesneriaceae. Inga underarter finns listade i Catalogue of Life.